# بایاس ترانزیستور دوقطبی

نمودار خط بار، نقطه کار در ناحیه فعال ترانزیستور را نشان می‌دهد

بایاس ترانزیستورهای دوقطبی باید به‌طور صحیح انجام‌شده باشند تا به درستی کارکنند. در مدارهای ساخته‌شده با قطعات مجزا (مدارهای گسسته)،معمولاً از شبکه‌های بایاس متشکل‌ از مقاومت بکارمی‌روند. چیدمان بسیار پیچیده‌ٔ بایاس‌سازی در مدارهای مجتمع استفاده می‌شود؛ به عنوان مثال، مرجع ولتاژ شکاف‌باندی و آینه‌های جریان. پیکربندی تقسیم ولتاژ با استفاده از مقاومت‌ها در الگوهای خاص، به ولتاژهای صحیح دست می‌یابد. با انتخاب مقدار مناسب مقاومت، می‌توان سطح پایدار جریانی را بدست آورد که فقط کمی با دما و با مشخصه‌های ترانزیستور مانند β تغییرمی‌کند.
نقطه کار یک قطعه، همچنین به عنوان نقطه بایاس، نقطه ساکن یا نقطه-Q شناخته می‌شود، نقطه‌ای مشخصه خروجی است که جریان کلکتور (Ic) را برحسب ولتاژ DC کلکتور-امیتر (Vce) نشان می‌دهد (بدون سیگنال ورودی اعمال شده).

## الزامات مدار بایاس
مدار بایاس نقطه کار ترانزیستور را برای تغییرات در مشخصات ترانزیستور و دمای کاری تثبیت می‌کند. بهره ترانزیستور می‌تواند به‌طور قابل ملاحظه‌ای بین بتاهای مختلف متفاوت باشد، که این امر باعث ایجاد نقاط کار بسیار متفاوت برای شماره‌های متوالی در تولید پشت سر هم یا پس از تعویض یک ترانزیستور می‌شود. توسط اثر ارلی، بهره جریان تحت تأثیر ولتاژ کلکتور-امیتر قرار می‌گیرد. هر دوی بهره و ولتاژ بیس-امیتر به دما بستگی دارد. جریان نشت نیز با افزایش دما افزایش می‌یابد. شبکه بایاس برای کاهش اثرات تغییرپذیری قطعه، دما و تغییرات ولتاژ انتخاب شده‌است.

### الزامات سیگنال برای تقویت‌کننده کلاس اِی
برای کار آنالوگ یک تقویت‌کننده کلاس A، نقطه Q جایی قرار می‌گیرد تا ترانزیستور در حالت فعال بماند (در هنگام کار در ناحیه اشباع یا ناحیه قطع جابه‌جا نشود) وقتی از ورودی استفاده می‌شود. برای کار دیجیتالی، نقطه Q جایی قرار می‌گیرد تا ترانزیستور برعکس عمل کند - از حالت «روشن» (اشباع) به حالت «خاموش» (قطع) سوئیچ می‌شود. غالباً، نقطه Q در نزدیکی مرکز ناحیه فعال یک ترانزیستور مشخص می‌شود تا نوسانات سیگنال شبیه به هم در جهت مثبت و منفی امکان‌پذیر باشد.

### ملاحظات گرمایی
در جریان ثابت، افت ولتاژ در پایه امیتر-بیس VBE از یک ترانزیستور دو قطبی با مقدار ۲ میلی‌ولت (برای سیلیکون) و ۱٫۸ میلی‌ولت (برای ژرمانیم) برای هر ۱ افزایش درجه حرارت درجه حرارت (مرجع ۲۵ است درجه سانتیگراد) کاهش می‌یابد. با استفاده از مدل ابرز-مول، اگر ولتاژ بیس-امیتر VBE ثابت نگه داشته شود و دما افزایش یابد، جریان از طریق دیود بیس-امیتر IB افزایش می‌یابد، و در نتیجه جریان کلکتور IC نیز افزایش می‌یابد. بسته به نقطه بایاس، توان اتلاف شده در ترانزیستور نیز افزایش می‌یابد و این باعث افزایش بیشتر دمای آن و تشدید مشکل خواهد شد. این بازخورد مثبتِ مُضر منجر به فرار گرمایی می‌شود. روش‌های مختلفی برای کاهش فرار حرارتی ترانزیستور دو قطبی وجود دارد؛ مثلاً،
- بازخورد منفی را می‌توان درون مدار بایاس قرار داد به‌طوری که افزایش جریان کلکتور منجر به کاهش جریان بیس شود. از این رو، جریانِ در حال افزایش کلکتور منبع آن را کنترل می‌کند.
- می‌توان از گرماگیر استفاده کرد که گرمای اضافی را از خود دور می‌کند و مانع از افزایش دمای بیس-امیتر می‌شود.
- ترانزیستور می‌تواند به‌صورتی بایاس‌شده باشد که کلکتور آن به‌طور معمول کمتر از نیمی از ولتاژ منبع تغذیه باشد، این بدان معنی است که اتلاف توان کلکتور-امیتر در حداکثر مقدارش است. فرار غیرممکن است زیرا افزایش جریان کلکتور منجر به کاهش قدرت تلف‌شده می‌شود. این مفهوم به عنوان اصل نیم-ولتاژ شناخته می‌شود.

مدارهای زیر استفاده از بازخورد منفی برای جلوگیری از فرار حرارتی را نشان می‌دهند.

## انواع مدار بایاس برای تقویت‌کننده‌های کلاس A
در ادامه پنج مدار متداول بایاس کردن برای استفاده از تقویت‌کننده‌های ترانزیستور دو قطبی کلاس A مورد بحث قرار می‌گیرد:
1. بایاس ثابت
2. بایاس کلکتور به بیس
3. بایاس ثابت با مقاومت امیتر
4. بایاس تقسیم ولتاژ یا تقسیم پتانسیل
5. بایاس امیتر

بایاس ثابت (بایاس بیس)

به این شکل از بایاس بایاس بیس یا بایاس مقاومت ثابت نیز گفته می‌شود. در تصویر مثال سمت راست، منبع تغذیه تکی (به عنوان مثال باتری) برای کلکتور و بیس ترانزیستور استفاده می‌شود، اگرچه از باتری‌های جداگانه نیز می‌توان استفاده کرد.
در مدار داده شده،
{\displaystyle V_{cc}=I_{b}R_{b}+V_{be}}
از این رو،
{\displaystyle I_{b}={\tfrac {(V_{CC}-V_{be})}{R_{b}}}}
برای ترانزیستور داده شده، Vbe در طول استفاده تغییر چندانی ندارد. از آنجا که Vcc مقداری ثابت است، در انتخاب Rb، جریان بیس Ib ثابت می‌شود؛ بنابراین، به این نوع مدار ثابت بایاس ثابت گفته میشود.
همچنین، برای مدار داده‌شده،
{\displaystyle V_{cc}=I_{c}R_{c}+V_{ce}}
از این رو،
{\displaystyle V_{ce}=V_{cc}-I_{c}R_{c}}
بهره جریان امیتر مشترک ترانزیستور یک پارامتر مهم در طراحی مدار است و برای یک ترانزیستور خاص روی برگه داده‌ها مشخص شده‌است. به عنوان β در این صفحه نشان داده شده‌است.
زیرا
{\displaystyle I_{c}=\beta I_{b}}
ما می‌توانیم Ic را نیز بدست آوریم. به این ترتیب، می‌توان نقطه کار داده شده به عنوان (Vce ،Ic) را برای ترانزیستور داده شده تنظیم کرد.
مزایای:
- صرفاً با تغییر مقاومت بیس (Rb) تغییر نقطه کار در هرکجای ناحیه فعال بسیار ساده است.
- تعداد بسیار کمی از قطعات مورد نیاز است.

معایب:
- جریان کلکتور با تغییر دما یا ولتاژ منبع تغذیه ثابت نمی‌ماند؛ بنابراین، نقطه کار ناپایدار است.
- تغییرات در IB ،Vbe را تغییر می‌دهد و بنابراین باعث تغییر IE می‌شود. این به نوبه خود بهره طبقه را تغییر می‌دهد.
- هنگامی که ترانزیستور با یکی دیگر جایگزین شود، می‌توان تغییر قابل توجهی در مقدار β داشت. با توجه به این تغییر، نقطه کار تغییر می‌کند.
- برای ترانزیستورهای سیگنال کوچک (به عنوان مثال، نه ترانزیستورهای قدرت) با مقادیر نسبتاً زیاد β (یعنی بین ۱۰۰ تا ۲۰۰)، این پیکربندی مستعد فرار حرارتی خواهد بود. به‌طور خاص، ضریب پایداری، که یک اندازه‌گیری از تغییر در جریان کلکتور با تغییر در جریان اشباع معکوس است، تقریباً (β + ۱) است. برای اطمینان از پایداری مطلق تقویت‌کننده، یک ضریب پایداری کمتر از ۲۵ ترجیح داده می‌شود، بنابراین ترانزیستورهای سیگنال کوچک دارای فاکتورهای پایداری زیادی هستند. [نیازمند منبع]

## کاربرد
با توجه به اشکالات ذاتی فوق، بایاس ثابت به ندرت در مدارهای خطی مورد استفاده قرار می‌گیرد (یعنی مدارهایی که از ترانزیستور به عنوان منبع جریان استفاده می‌کنند). در عوض، اغلب در مدارهایی که از ترانزیستور به عنوان کلید استفاده می‌شود، استفاده می‌شود. با این وجود، یکی از کاربردهای بایاس ثابت، دستیابی کنترل خودکار بهره ابتدایی در ترانزیستور با مقاومت تغذیه بیس از سیگنال DC است که از خروجی AC طبقه بعدی حاصل می‌شود.

### بایاس بازخورد کلکتور یا بایاس سرخود

بایاس کلکتور به بیس

این پیکربندی از بازخورد منفی برای جلوگیری از فرار حرارتی و تثبیت نقطه کار استفاده می‌کند. در این شکل از بایاس، مقاومت بیس {\displaystyle R_{\text{b}}} به جای اتصال آن به {\displaystyle V_{\text{cc}}} منبع DC به کلکتور متصل شده‌است؛ بنابراین هر فرار حرارتی باعث افت ولتاژ بر روی مقاومت {\displaystyle R_{\text{C}}} می‌شود که جریان بیس ترانزیستور را کنترل می‌کند.
از قانون ولتاژ کیرشهف، ولتاژ {\displaystyle V_{{\text{R}}_{\text{b}}}} ولتاژ دو سر مقاومت بیس {\displaystyle R_{\text{b}}} است
{\displaystyle V_{{\text{R}}_{\text{b}}}=V_{\text{cc}}\,-\,{\mathord {\overbrace {(I_{\text{c}}+I_{\text{b}})R_{\text{c}}} ^{{\text{Voltage drop across }}R_{\text{c}}}}}\,-\,{\mathord {\overbrace {V_{\text{be}}} ^{\text{Voltage at base}}}}.}
توسط مدل ابرز-مول (Ebers – Moll), {\displaystyle I_{\text{c}}=\beta I_{\text{b}}} و همین‌طور
{\displaystyle V_{{\text{R}}_{\text{b}}}=V_{\text{cc}}-(\overbrace {\beta I_{\text{b}}} ^{I_{\text{c}}}+I_{\text{b}})R_{\text{c}}-V_{\text{be}}=V_{\text{cc}}-I_{\text{b}}(\beta +1)R_{\text{c}}-V_{\text{be}}.}
از قانون اهم، جریان بیس {\displaystyle I_{\text{b}}=V_{{\text{R}}_{\text{b}}}/R_{\text{b}}} و همین‌طور
{\displaystyle \overbrace {I_{\text{b}}R_{\text{b}}} ^{V_{{\text{R}}_{\text{b}}}}=V_{\text{cc}}-I_{\text{b}}(\beta +1)R_{\text{c}}-V_{\text{be}}.}
از این رو جریان بیس {\displaystyle I_{\text{b}}} است
{\displaystyle I_{\text{b}}={\frac {V_{\text{cc}}-V_{\text{be}}}{R_{\text{b}}+(\beta +1)R_{\text{c}}}}}
اگر {\displaystyle V_{\text{be}}} ثابت نگه داشته شود و دما افزایش یابد، سپس جریان کلکتور {\displaystyle I_{\text{c}}} افزایش می‌یابد. با این حال، {\displaystyle I_{\text{c}}} بزرگتر باعث افزایش افت ولتاژ در مقاومت {\displaystyle R_{\text{c}}} می‌شود، که به نوبه خود باعث کاهش ولتاژ {\displaystyle V_{{\text{R}}_{\text{b}}}} دوسر مقاومت بیس {\displaystyle R_{\text{b}}} می‌شود. افت ولتاژ پایین‌تر مقاومت بیس جریان بیس {\displaystyle I_{\text{b}}} را کاهش می‌دهد، که باعث می‌شود جریان کلکتور {\displaystyle I_{\text{c}}} کمتر شود. از آنجا که افزایش جریان کلکتور با درجه حرارت مخالف است، نقطه کار ثابت نگه‌داشته‌شده‌است.
مزایای:
- مدار نقطه کار را در برابر تغییرات دما و β (یعنی جایگزینی ترانزیستور) تثبیت می‌کند.
- مدار نقطه کار را تثبیت می‌کند (به عنوان کسری از {\displaystyle V_{\text{cc}}}) در برابر تغییرات در {\displaystyle V_{\text{cc}}}.

معایب:
- اگرچه در تغییرات کوچک β خوب است، اما تغییرات بزرگ در β تغییرات زیادی را در نقطه کار خواهد داشت. {\displaystyle R_{\text{b}}} باید زمانی انتخاب شود که β به‌طور نسبتاً دقیق شناخته شود (شاید در حدود ۲۵٪)، با این حال، تنوع β بین قطعات «یکسان» اغلب بیشتر از این است.
- در این مدار، برای نگه داشتن {\displaystyle I_{\text{c}}} مستقل از {\displaystyle \beta } شرط زیر باید رعایت شود:

{\displaystyle I_{\text{c}}=\beta I_{\text{b}}={\frac {\beta (V_{\text{cc}}-V_{\text{be}})}{R_{\text{b}}+R_{\text{c}}+\beta R_{\text{c}}}}\approx {\frac {(V_{\text{cc}}-V_{\text{be}})}{R_{\text{c}}}}}
این حالت وقتی است که
{\displaystyle \beta R_{\text{c}}\gg R_{\text{b}}.}

## کاربرد
بازخورد منفی همچنین مقاومت تقویت‌کننده ورودی را همان‌طور که از بیس مشاهده می‌شود افزایش می‌دهد، که می‌تواند سودمند باشد. با توجه به کاهش بهره از بازخورد، این فرم بایاس فقط هنگامی استفاده می‌شود که معاوضه برای پایداری ضروری باشد.

### بایاس ثابت با مقاومت امیتر

بایاس ثابت با مقاومت امیتر

مدار بایاس ثابت با اتصال یک مقاومت خارجی به امیتر بهبود می‌یابد. این مقاومت بازخورد منفی را نشان می‌دهد که نقطه Q را تثبیت می‌کند. از قانون ولتاژ کیرشهف، ولتاژ دوسر مقاومت بیس است
{\displaystyle V_{R_{b}}=V_{cc}-I_{e}R_{e}-V_{be}}
از قانون اهم جریان بیس است
{\displaystyle I_{b}={\frac {V_{R_{b}}}{R_{b}}}}
نحوه کنترل بازخورد نقطه بایاس به شرح زیر است. اگر V ثابت شود و دمای افزایش یابد، جریان امیتر افزایش می‌یابد. با این حال، Ie بزرگتر ولتاژ امیتر Ve = IeRe را افزایش می‌دهد، که به نوبه خود باعث کاهش ولتاژ VRb دوسر مقاومت بیس می‌شود. افت ولتاژ پایین‌تر مقاومت بیس جریان بیس را کاهش می‌دهد و این باعث می‌شود جریان کلکتور کمتر شود زیرا Ic = β Ib. جریان کلکتور و جریان امیتر توسط Ic = α Ie با α≈۱ در ارتباط است، بنابراین افزایش جریان امیتر با دما مخالف است، و نقطه کار را پایدار نگه می‌دارد.

## مزایای
مدار تمایل به تثبیت نقطه کار در برابر تغییر دما و مقدار β دارد.
معایب:
- در این مدار، برای نگه داشتن IC از بتا، شرط زیر باید رعایت شود:

{\displaystyle I_{C}=\beta I_{b}={\frac {\beta (V_{cc}-V_{be})}{R_{b}+(\beta +1)R_{e}}}\approx {\frac {(V_{cc}-V_{be})}{R_{e}}}}
که تقریباً این حالت است اگر
{\displaystyle (\beta +1)R_{e}\gg R_{b}}

### بایاس‌کردن با تقسیم ولتاژ یا بایاس امیتر

بایاس تقسیم ولتاژ

تقسیم ولتاژ با استفاده از مقاومت‌های خارجی R1 و R2. با انتخاب مناسب مقاومت R1 و R2، نقطه کار ترانزیستور می‌تواند مستقل از β ساخته شود. در این مدار، تقسیم ولتاژ ولتاژ بیس را مستقل از جریان بیس ثابت نگه می‌دارد، مشروط بر اینکه جریان تقسیم‌کننده نسبت به جریان بیس بزرگ‌تر باشد. با این حال، حتی با یک ولتاژ بیس ثابت، جریان کلکتور با درجه حرارت (به عنوان مثال) متفاوت است بنابراین یک مقاومت امیتر برای تثبیت نقطه Q، شبیه به مدارهای فوق با مقاومت امیتر اضافه می‌شود. پیکربندی تقسیم ولتاژ با استفاده از مقاومت‌ها در الگوهای خاص، به ولتاژهای صحیح دست می‌یابد. با دستکاری مقاومت‌ها به روش‌های خاصی می‌توانید به سطح جریان با ثبات‌تر برسید بدون اینکه مقدار β آن را بیش از حد تحت تأثیر قرار دهد.
در این مدار ولتاژ پایه توسط:
{\displaystyle V_{B}=\ } ولتاژ در سراسر {\displaystyle R_{2}\ }{\displaystyle =V_{cc}{\frac {R_{2}}{(R_{1}+R_{2})}}-I_{b}{\frac {R_{1}R_{2}}{(R_{1}+R_{2})}}} {{سخ}}
{\displaystyle \approx V_{cc}{\frac {R_{2}}{(R_{1}+R_{2})}}} ارائه شده {\displaystyle I_{b}<<I_{1}=V_{b}/R_{1}\ } .
همچنین {\displaystyle V_{B}=V_{be}+I_{e}R_{e}\ }
برای مدار داده شده،
{\displaystyle I_{b}={\frac {{\frac {V_{cc}}{1+R_{1}/R_{2}}}-V_{be}}{(\beta +1)R_{e}+R_{1}\parallel R_{2}}}.}
مزایای:
- برخلاف مدارهای فوق، فقط یک منبع DC نیاز است.
- نقطه کار تقریباً مستقل از تنوع β است.
- نقطه کار در برابر تغییر دما تثبیت می‌شود.

معایب:
- در این مدار، برای نگه داشتن IC از بتا، شرط زیر باید رعایت شود:

{\displaystyle I_{c}=\beta I_{b}=\beta {\frac {{\frac {V_{cc}}{1+R_{1}/R_{2}}}-V_{be}}{(\beta +1)R_{e}+R_{1}\parallel R_{2}}}\approx {\frac {{\frac {V_{cc}}{1+R_{1}/R_{2}}}-V_{be}}{R_{e}}},}
که تقریباً این حالت است اگر
{\displaystyle (\beta +1)R_{e}>>R_{1}\parallel R_{2}}

## کاربرد
پایداری و شایستگی مدار مانند بالا باعث می‌شود که از آن برای مدارهای خطی به‌طور گسترده استفاده شود.

### تقسیم ولتاژباخازن کنارگذراِی‌سی

تقسیم‌گر ولتاژ مقاومتی با خازن کنارگذر امیتر

مدار تقسیم ولتاژ استاندارد که در بالا مورد بحث قرار گرفت، با یک اشکال مواجه است - بازخورد AC ناشی از مقاومت RE باعث کاهش بهره می‌شود. با قرار دادن یک خازن (Ce) به موازات Re همان‌طور که در شکل مدار نشان داده شده‌است، می‌توان از این کار جلوگیری کرد. نتیجه این است که نقطه کار DC به خوبی کنترل می‌شود، در حالی که بهره AC بسیار بالاتر (نزدیک به β) از مقدار بسیار پایین‌تر (اما قابل پیش‌بینی) {\displaystyle R_{\text{c}}/R_{\text{e}}} بدون خازن است

## برای مطالعهٔ بیشتر
- Patil, P.K.; Chitnis, M.M. (2005). Basic Electricity and Semiconductor Devices. Phadke Prakashan.